# رودريغو سالومون
رودريغو سالومون (بالإسبانية: Rodrigo Fernando Salomon)‏ هو لاعب كرة قدم أرجنتيني، ولد في 27 يوليو 1980. لعب مع A.D. Municipal Pérez Zeledón ‏.

## وصلات خارجية
- رودريغو سالومون على موقع قاعدة بيانات كرة القدم.إي يو (الإنجليزية)
- رودريغو سالومون على موقع Soccerway.com (الإنجليزية)